# Stachyandra
Stachyandra là một chi thực vật có hoa trong họ Picrodendraceae.

## Loài
Chi Stachyandra gồm các loài: